# The Infiltrator
The Infiltrator (titulada Infiltrado en España, y El infiltrado en Hispanoamérica) es una película dramática estadounidense dirigida por Brad Furman y escrita por Ellen Brown Furman. La película está basada en la autobiografía homónima de Robert Mazur, un agente especial estadounidense que ayudó a la quiebra de la organización de lavado de dinero de Pablo Escobar en los años ochenta, trabajando de manera encubierta como empresario corrupto. La película está protagonizada por Bryan Cranston, Diane Kruger, Benjamin Bratt, John Leguizamo, Joseph Gilgun y Amy Ryan.
El rodaje comenzó el 23 de febrero de 2015 en Londres y el estreno se produjo el 6 de julio de 2016 en el Teatro Tampa y fue lanzada en los Estados Unidos el 13 de julio de 2016.

## Argumento
Durante los 80, el agente especial Robert Mazur utiliza su alias encubierto «Robert Musella» para convertirse en un jugador fundamental para los capos de la droga y lavado de su dinero sucio. Más tarde, se infiltra en los carteles más grandes del mundo y ayuda a descubrir la organización de lavado dinero del capo de la droga, Pablo Escobar, y retira al Banco Internacional de Crédito y Comercio, el cual en secreto había tomado acciones del First American Bank en Washington, D. C.

## Elenco
- Bryan Cranston como Robert «Bob» Mazur / Robert «Bob» Musella.[2]
- Diane Kruger como Kathy Ertz.[3]
- John Leguizamo como Emir Abreu.[4]
- Benjamin Bratt como Roberto Alcaino.[5]
- Yul Vazquez como Javier Ospina.
- Juliet Aubrey como Evelyn Mazur.[4]
- Rubén Ochandiano como Gonzalo Mora Jr.
- Elena Anaya como Gloria Alcaino.[4]
- Amy Ryan como Bonni Tischler.[4]
- Olympia Dukakis como Tía Vicky.
- Joe Gilgun como Dominic.
- Jason Isaacs como Mark Jackowski.
- Juan Cely como El informante.
- Carsten Hayes como Rudy Armbrecht.
- Tom Vaughan-Lawlor Como Steve Cook.[3]
- Saïd Taghmaoui como Amjad Awan.
- Art Malik como Akbar Bilgrami.
- Simón  Andreu como Gonzalo Mora Sr.
- Ashley Bannerman como Laura Sherman.
- Daniel Mays como Frankie.
- Michael Paré como Barry Seal.
- Andy Beckwith como Joe.
- Mark Holden como Eric Wellman.

## Producción
El proyecto fue anunciado por The Hollywood Reporter el 8 de octubre de 2014, con Brad Furman como director y Bryan Cranston como Robert Mazur. El productor fue Miriam Segal con Good Films, junto a George Films, mientras que Relativity International fue la encargada de vender la película a distribuidores extranjeros en American Film Market. El 13 de febrero de 2015, Diane Kruger es escogida para protagonizar el papel principal femenino. Benjamin Bratt fue escogido para interpretar a Roberto Alcaino, el contacto del agente Mazur y quien trató directamente con miembros de la cárcel, incluido Escobar. El 10 de marzo de 2015, más miembros del elenco fueron agregados a la película, incluyendo a John Leguizamo, Amy Ryan, Olympia Dukakis, Elena Anaya, y Juliet Aubrey. Broad Green Pictures adquirió los derechos para distribuir la película en EE. UU. el 21 de mayo de 2015.
Bryan Cranston y John Leguizamo anteriormente trabajaron juntos en la película The Lincoln Lawyer, también dirigida por Brad Furman.

### Rodaje
La filmación fue previamente establecida para empezar en marzo de 2015 en Tampa, Florida, pero luego se trasladó a Londres y París. Según SSN Insider, la filmación empezó el 23 de febrero de 2015. El 11 de marzo de 2015, el estudio confirmó que la filmación se llevaba a cabo en Londres, liberando la primera imagen de la película. La producción se movería a Florida a finales de abril. La filmación empezó en Tampa el 22 de abril de 2015, en la localidad de Port Tampa Bay. El 28 de abril de 2015, comenzaron a filmar en Parkland Estates, cerca de la antigua casa de Santo Trafficante, Jr., un infame jefe de la mafia de Tampa.[cita requerida]

## Demandas ante la justicia
Tanto la película 'The Infiltrator', como la autobiografía que Robert Mazur publicó bajo el mismo nombre y en la que se inspira el film, han sido demandados en EE. UU. y España por difamación.
En Estados Unidos la demanda fue aceptada por la Corte del Circuito del Condado de Pinellas, en Florida, al entender que se difamaba tanto en el libro como en la película al señalar sin pruebas a un personaje de su obra. En Europa son los tribunales de Madrid desde donde se sigue la demanda por la versión en castellano de la obra "El Infiltrado", en donde la editorial y los productores de la película tras las primeras acciones judiciales corrigieron el guion original.
En el año 2019 los abogados de Mazur solicitaron el cierre de la causa española, pero el juez no accedió al archivo, llevándolo a juicio por difamación.